# Tipula zonalis
Tipula zonalis är en tvåvingeart som beskrevs av Alexander 1927. Tipula zonalis ingår i släktet Tipula och familjen storharkrankar.
Artens utbredningsområde är Venezuela. Inga underarter finns listade i Catalogue of Life.